# Новосельцева, Изида Зиновьевна
Изида Зиновьевна Новосельцева (8 апреля 1922, Харьков — 25 января 2000, Москва) — советская переводчица
 украинской литературы. Член Союза писателей СССР.

## Биография
Окончила Харьковский университет (1945) и МГУ им. М.В. Ломоносова (1949).
Перевела романы Юрия Мушкетика «Гайдамаки» (1960), «Последний остров» (1972), «Жестокое милосердие» (1977), «Белая тень» (1977), романы Павло Загребельного «Зной» (1965), «Шёпот» (1969), «С точки зрения вечности» (1972), «Роксолана» (книга вторая, 1982), роман Владимира Бабляка «Вишнёвый сад» (1962), произведения Ярослава Галана (для «Избранного» 1958 г.), Я. Баша, А. Авраменко и др.
С 1980-х годов с мужем, критиком Козловым Иваном Тимофеевичем (1922—2000), жила в ЖСК «Советский писатель» (д. № 25 по Красноармейской улице).